# 266e régiment d'infanterie
Le 266e régiment d'infanterie (266e RI) est un régiment d'infanterie de l'Armée de terre française constitué en 1914 avec les bataillons de réserve du 66e régiment d'infanterie.
À la mobilisation, chaque régiment d'active créé un régiment de réserve dont le numéro est le sien plus 200.

## Création et différentes dénominations
1914 : 266e Régiment d'Infanterie

## Historique des garnisons, combats et batailles

### Première Guerre mondiale

#### Affectation

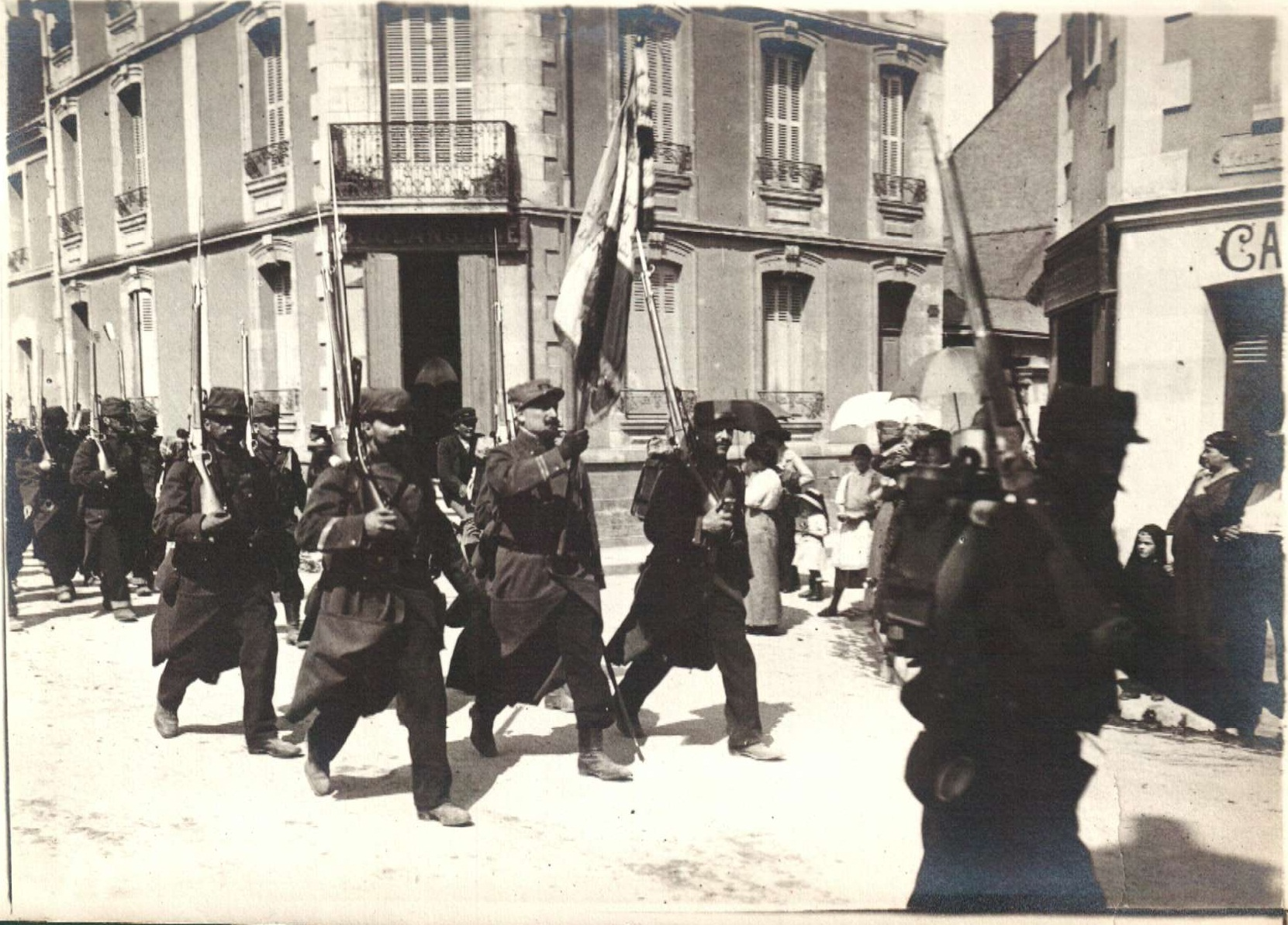
Départ du drapeau du d'infanterie à Tours.

- 59e Division d'Infanterie, 118e brigade d'infanterie.

#### 1914
Le régiment est créé à la mobilisation le 4 août 1914 dans la ville de Tours. Il est le régiment de réserve du 66e régiment d'infanterie casernant dans cette même ville. Il était donc envisagé comme le prolongement de ce dernier. Le 266e RI est donc numéroté tout comme son régiment père, mais augmentée du chiffre 200. Lors de sa création et tout au long de sa courte existence, il ne sera composé que de deux bataillons qui eux-mêmes étaient numérotés à la suite de ceux existant déjà dans le 66e RI, à savoir : les 5e et 6e bataillons. Les compagnies étaient elle aussi numérotées de même de la 17e à la 24e compagnies.

#### 1916
Le régiment est dissous le 20 avril 1916. Le 5e bataillon et versé au 335e régiment d'infanterie et le 6e au 277e régiment d'infanterie. Ces deux régiments étaient avec le 266e R.I. constitutif de la 118e Brigade.

## Drapeau
Il porte, cousues en lettres d'or dans ses plis, les inscriptions suivantes :
- Lorraine 1914

Décorations décernées au régiment:
Pas de citation du régiment.

## Sources et bibliographie
- Historique des 66e régiment d’infanterie, 266e régiment d’infanterie et 70e régiment d’infanterie territoriale pendant la guerre 1914-1918, imp A. Mame, Tours.
- Hommage des Tourangelles au Six-Six, septembre 1919. Fêtes du retour des 66e et 266e R.I. et du 70e R.I.T. Récit des fêtes, discours, illustrations et poésies extraites du "Livre d'or". Impr. de A. Mame et fils. 1919.
- Journal de marche et des opérations du 266e Régiment d'infanterie du 4 août 1914 au 20 avril 1916. (Voir ci-dessus les liens externes de cette page).